# محوطه گلیک بوین
محوطه گلیک بوین مربوط به دوره اشکانیان - دوره ساسانیان است و در شهرستان زنجان، بخش مرکزی، دهستان قلتوق، ۱/۸ کیلومتری شمال شرقی روستای حاجی بچه واقع شده و این اثر در تاریخ ۲۶ اسفند ۱۳۸۷ با شمارهٔ ثبت ۲۵۹۶۲ به‌عنوان یکی از آثار ملی ایران به ثبت رسیده است.